# Bruce Cockburn (album)
| Recensione              | Giudizio    |
| ----------------------- | ----------- |
| Sputnikmusic            | 3.5 (Great) |
| Piero Scaruffi          | [ 2 ]       |
| Dizionario del Pop-Rock | [ 3 ]       |
| 24.000 dischi           | [ 4 ]       |

Bruce Cockburn è il primo album del cantautore canadese Bruce Cockburn, pubblicato dalla True North Records nell'aprile del 1970.

## Tracce
Lato A
Testi e musiche di Bruce Cockburn.
1. Going to the Country – 3:10
2. Thoughts on a Rainy Afternoon – 3:42
3. Together Alone – 2:45
4. Bicycle Trip – 4:05
5. 13th Mountain – 4:45

Lato B
Testi e musiche di Bruce Cockburn.
1. Musical Friends – 2:54
2. Change Your Mind – 2:19
3. Man of a Thousand Faces – 5:40
4. Spring Song – 4:19
5. Keep It Open – 1:50

## Musicisti
- Bruce Cockburn - chitarra a sei e dodici corde, pianoforte, grancassa (bass drum)
- Dennis Pendrith - basso
- Michael Ferry - tongue

Note aggiuntive
- Eugene Martynec - produttore
- Registrazioni effettuate al Eastern Sound di Toronto (Canada) nel dicembre 1969
- Bill Seddon - ingegnere delle registrazioni
- Meek-Cairo-Brown - design copertina e illustrazione
- Tim Saunders - fotografie
- Ringraziamento speciale al Toronto Folklore Centre[7]